# Il seme del male
Il seme del male (The Bad Seed) è un film per la televisione del 1985, diretto da Paul Wendkos e tratto dal romanzo Il seme cattivo di William March, già portato sullo schermo nel 1956 nel film Il giglio nero.

## Trama
Una serie di incidenti portano Christine Penmark a sospettare che la figlia Rachel di nove anni sia in realtà una crudele assassina.